# Mieczysław Bagiński
Mieczysław Bagiński (ur. 15 sierpnia 1944 w Konieckach Małych) – polski polityk i pedagog, samorządowiec, w latach 1994–1997 wojewoda łomżyński.

## Życiorys
Ukończył szkołę średnią w Grajewie. Uzyskał wykształcenie wyższe pedagogiczne ze specjalizacją w nauczaniu historii, następnie kształcił się w zakresie nauk przyrodniczych. Przez kilkanaście lat zatrudniony jako pedagog, od 1963 był nauczycielem w szkole Klimaszewnicy i w innych placówkach. Następnie rozpoczął pracę w administracji publicznej. W latach 1992–1994 pełnił funkcję wicewojewody łomżyńskiego, następnie do 1997 sprawował urząd wojewody.
Od 1963 działał w ZSL, później wstąpił do Polskiego Stronnictwa Ludowego. Z listy tej partii w 1998 został radnym sejmiku podlaskiego I kadencji. Skutecznie ubiegał się o reelekcję w 2002, 2006 i w przedterminowych wyborach w 2007, po których objął stanowisko przewodniczącego sejmiku. W 2010 i w 2014 utrzymywał mandat na kolejne kadencje. W 2018 nie ubiegał się o reelekcję.
Z ramienia PSL bez powodzenia kandydował w 1997, 2003, 2007, 2011, 2015 i 2016 do Senatu, w 2001 i 2005 do Sejmu oraz w 2009 do Parlamentu Europejskiego.
Autor książek dotyczących historii regionalnej.

## Odznaczenia
Odznaczony m.in. Krzyżem Kawalerskim (1999) i Oficerskim (2010) Orderu Odrodzenia Polski. W 2014 otrzymał odznakę honorową „Za Zasługi dla Ochrony Środowiska i Gospodarki Wodnej”.